# Eavere
Eavere est un village situé dans la commune de Tore (en), dans le Comté de Pärnu, en Estonie.
De 1992 à 2007, le village était situé dans la commune d'Are avant la réforme administrative en Estonie (en).

## Personnalités liées à la commune
- Anti Marguste est né à Eavere en 1931.